# Serixia assamensis
Serixia assamensis là một loài bọ cánh cứng trong họ Cerambycidae.